# Garfield in the Rough
Garfield in the Rough is de derde halfuur durende tv-special gebaseerd op de strip Garfield. De special bevatte net als alle anderen Lorenzo Music als de stem van Garfield en enkele liedjes gecomponeerd door Lou Rawls
De special kwam uit in 1984 en won eveneens een Emmy Award voor beste animatieprogramma. De special is tegenwoordig beschikbaar op de Garfield: Travel Adventures dvd.

## Samenvatting
Garfield is opgewonden over het feit dat Jon hem en Odie meeneemt op vakantie, maar zijn vreugde verdwijnt al snel wanneer hij ontdekt dat ze gewoon gaan kamperen. Het duurt dan ook even voordat Garfield en Odie gewend zijn aan het buitenleven en Jons banjo spelen. Garfield eet uiteindelijk al het eten op dat Jon had meegenomen, zoals te verwachten. Echter: Garfield hoort al snel het nieuws over een panter die uit een dierentuin in de buurt is ontsnapt en nu rondloopt in hetzelfde bos als waar hij, Odie en Jon zijn. Garfield probeert Jon te waarschuwen, maar die blijft erbij dat er geen gevaar dreigt. Totdat de panter hun kamp betreedt. Garfield verstopt zich in een boom terwijl Jon en Odie dekking zoeken in de auto. Wanneer de panter de auto probeert open te breken springt Garfield vanuit de boom op zijn nek. Gelukkig voor hem arriveren op tijd een paar boswachters die de panter verdoven met een geweer. Jon benoemt Garfield tot held en het drietal vertrekt weer naar huis.

## Stemacteurs
| Acteur          | Personage                         |
| --------------- | --------------------------------- |
| Lorenzo Music   | Garfield                          |
| Thom Huge       | Jon Arbuckle                      |
| Gregg Berger    | Odie / Ranger #1 / radio-omroeper |
| George Wendt    | Ranger #2                         |
| Hal Smith       | Dicky Beaver                      |
| Orson Bean      | Billy Rabbit                      |
| Desirée Goyette | katinnen                          |

## Liedjes inGarfield in the Rough
- "Get Me Some 'R and 'R" door Lou Rawls
- "When I'm Out in the Rough" door Lorenzo Music en Thom Huge
- "Camping is My Life" door Thom Huge
- "The Music of Nature" door Desirée Goyette
- "Run-Run" door Thom Huge en Desirée Goyette